# Onnagata

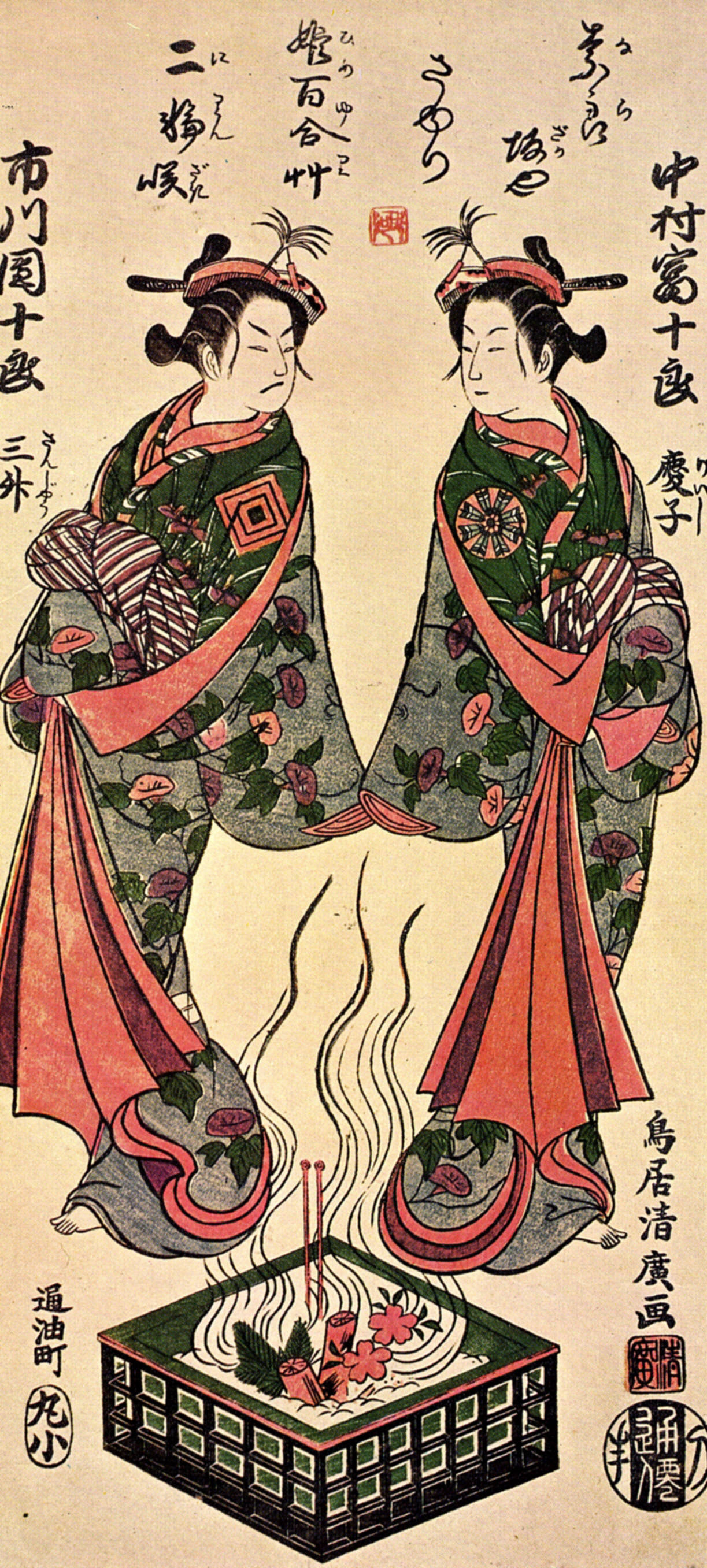
Ichikawa Danjūrō IV (izquierda) y Nakamura Tomijūrō I (derecha), actores onnagata de kabuki en un grabado ukiyo-e de Torii Kiyohiro (década de 1750).

Un onnagata (女方?) u oyama (女形?) se refiere dentro del teatro japonés kabuki al actor que encarna en las obras teatrales el papel de una joven mujer. La traducción literal del término es 'figura de mujer', debido a que el papel es efectuado de manera exclusiva por un varón, quien debe vestirse como mujer y realizar un personaje femenino real. La presencia de los onnagata genera un efecto de distracción al público.
Originalmente el elenco de una obra de teatro kabuki era mixto y existía el caso en que tanto los varones como las mujeres podrían hacer roles del género opuesto, con el fin de generar un efecto humorístico pero obsceno en la obra. Sin embargo, debido a las quejas de actos de prostitución en las compañías de kabuki, el shogunato Tokugawa prohibió en 1629 la presentación de mujeres en escena, siendo reemplazadas por niños; sin embargo, en 1652 fue prohibida la presencia de niños en las obras. En consecuencia, todos los papeles debieron ser cubiertos por los varones.
Este fenómeno de actores masculinos presentándose con roles femeninos también era presenciado en la Ópera de Pekín con los dan que eran originalmente varones, pero posteriormente fueron reemplazados por actrices.

## Roles
Dentro del kabuki, los papeles ejecutados por los onnagata son aquellos de mujeres solteras, princesas y esposas de edad adulta. No pueden ejecutar papeles de niñas.
Los papeles de ancianas y monjas son realizados por una categoría especial de onnagata llamado kashagata (花車方?). Los papeles de villanas y papeles menores tampoco son considerados propiamente como onnagata, en este caso son llamados "villano" y "bufón", respectivamente.

## Actores
Uno de los primeros actores onnagata fue Ukon Genzaemon, quien ejecutó diversos roles femeninos a mediados del siglo XVII. Entre los actores onnagata actuales más importantes se encuentran Nakamura Jakuemon IV o Nakamura Utaemon VI, considerados un Tesoro Nacional Viviente, y Bandō Tamasaburō V, quien ha protagonizado roles femeninos en varias ejecuciones diferentes al kabuki.